# Пале-Руаяль (квартал Парижа)

Кварталы I округа Парижа

Пале́-Руая́ль (фр. Palais-Royal) — 3-й административный квартал I округа Парижа.

## Местоположение
Квартал Пале-Руаяль имеет форму прямоугольника, ограниченного на западе улицей Сен-Рош, на востоке — улицами Маренго и Круа-де-Пти-Шам, на севере — улицей Пти-Шам, и на юге — улицей Риволи. Площадь квартала в этих границах составляет 27,4 га. Название происходит от расположенного в нём дворца Пале-Рояль и одноимённого сада.
Квартал Пале-Руаяль расположен в центре I округа Парижа, к западу от него находится квартал Пляс-Вандом, к востоку — Ле-Аль, к югу — Сен-Жермен-л’Оксеруа, и к северу — II округ Парижа.
Две главных улицы, пересекающих квартал с севера на юг, — улица Ришельё к западу от сада Пале-Рояль и на востоке — улица Круа-де-Пти-Шам. Улица Сен-Оноре пересекает сад Пале-Рояль с запада на восток. Расположенный в квартале проспект Оперы — один из результатов османизации Парижа, осуществлённой в период Второй империи. Улица Кокийер, которая соединяет квартал Пале-Руаяль с соседним кварталом Ле-Аль, была сооружена в XII веке, во время строительства крепостной стены Филиппа Августа; это самая старая улица квартала.

## Население
Население квартала менялось следующим образом:
| Год (национальная перепись) | Население | Плотность населения (жителей на км²) | Динамика по сравнению с предыдущей переписью |
| --------------------------- | --------- | ------------------------------------ | -------------------------------------------- |
| 1860                        | 23 273    |                                      |                                              |
| 1954                        | 7 146     | 25 613                               |                                              |
| 1962                        | 6 668     | 23 900                               |                                              |
| 1968                        | 5 634     | 20 194                               |                                              |
| 1975                        | 4 500     | 16 129                               |                                              |
| 1982                        | 3 980     | 14 265                               |                                              |
| 1990                        | 3 188     | 11 427                               | −19,9 %                                      |
| 1999                        | 3 195     | 11 452                               | 0,2 %                                        |

## Достопримечательности

### Административные органы
- Министерство культуры
- Конституционный совет Франции
- Государственный совет
- Арбитражный суд[фр.]
- Банк Франции
- Ворота Сен-Оноре

### Отели
- Отель Бауэн-де-Перез[фр.]
- Hôtel Bergeret de Grancourt
- Hôtel Bergeret de Talmont
- Отель Шарлемань[фр.]
- Hôtel de Montplanque
- Hôtel de Soyecourt
- Отель Тулуз
- Chancellerie d’Orléans

### Культовые сооружения
- Церковь Сен-Рош
- Храм Оратуар-дю-Лувр[фр.]

### Музеи
- Musée en Herbe

### Театры
- Комеди Франсез
- Театр Пале-Рояль